# Six Flags Atlantis
Six Flags Atlantis était un parc aquatique Six Flags situé à Hollywood, en Floride.
Il était composé d'une piscine à vagues, des toboggans aquatiques, d'une aire de pique-nique, de boutiques, de lieux de spectacle…

## Historique
Le projet de parc nommé à la base "Atlantis the Water Kingdom" fut lancé par une entreprise privée. Mais les fonds furent épuisés avant la fin des travaux. Le parc fut racheté par le groupe Six Flags qui finit les constructions et ouvrit le parc en 1982 sous le nom Six Flags Atlantis.
En 1989, le parc fut vendu. Les nouveaux propriétaires lui redonnèrent son nom premier. En 1992, le parc subit de graves dégâts dû au passage de l'ouragan Andrew, et en 1994, il fut définitivement démoli.
Aujourd’hui le terrain est occupé par des magasins. 